# 캐나다계 뉴질랜드인
캐나다계 뉴질랜드인은 이민자 또는 캐나다 태생 시민권자 및 거주자를 포함하여 캐나다인 혈통의 뉴질랜드 시민이다. 캐나다계 뉴질랜드인은 뉴질랜드 인구의 소수 민족을 구성한다.
19세기 동안, 노바스코샤주, 뉴브런즈윅주 및 프린스에드워드아일랜드주에서 온 많은 캐나다인들이 뉴질랜드에 정착했다. 가장 큰 집단 정착지는 와이푸로, 스코틀랜드 태생의 노먼 매클라우드 목사가 1850년대에 스코틀랜드와 노바스코샤 이민자들로 구성된 그의 회중을 정착시켰다.
다른 캐나다인 정착지로는 존 매클라우드가 세우고 그의 아내의 이름을 딴 헬렌스빌이 있다. 그리고 탬벌레인 캠벨이 세우고 그의 고향인 뉴브런즈윅주의 이름을 딴 브런즈윅이 있다.

## 주목할 만한 캐나다계 뉴질랜드인
- 윌리엄 더글러스 홀 베일리, 말버러 지방의 제2대 총감독
- 브렌트 찰턴, 농구 선수
- 조앤 "조" 코튼, 가수
- 대니얼 길리스, 배우
- 사라 머피, 바이애슬론 선수
- 태미 닐슨, 컨트리 & 소울 가수/작곡가
- 아론 올슨, 농구 선수
- 애나 패퀸, 배우
- 리넷 새들러, 싱크로나이즈드 스위머
- 리처드 태퍼, 자유형 수영 선수
- 로버트 풀랭, 기생충학자

## 같이 보기
- 칼도슈
- 캐나다-뉴질랜드 관계
- 캐나다계 오스트레일리아인
- 유럽계 뉴질랜드인
- 오세아니아의 유럽인
- 프랑스계 뉴질랜드인
- 뉴질랜드로의 이민
- 뉴질랜드계 캐나다인
- 파케하